# Broń dawna

Broń dawna (balista)

Broń dawna – ogólna nazwa broni wytwarzanej i stosowanej w okresie starożytnym, średniowiecznym i nowożytnym.
Charakteryzuje się niską efektywnością bojową w porównaniu z bronią współczesną. Broń biała odgrywała główną rolę do końca okresu średniowiecznego, a wraz z nią broń miotająca oraz broń ochronna. Broń palna zaczęła przejmować dominującą rolę od XV wieku. Okres starożytny obejmuje broń epok kamiennych: paleolitu i neolitu (zaliczamy do nich m.in. ręczne siekierki kamienne bez drzewca, maczugi, sztylety kościane i kamienne, siekieromłoty, łuki kościane, kamienne i kościane groty strzał i oszczepów), miedzianą, brązową i żelazną broń starego, średniego i nowego państwa egipskiego (zaliczamy do nich puginały, topory, buławotopory, miecze sierpowe, groty strzał, tarcze ochronne, włócznie, pancerze skórzane i łuskowe, wozy bojowe), oraz broń macedońską, grecką i rzymską, do której zaliczyć możemy włócznie, miecze, tarcze ochronne, hełmy, oszczepy, piki, pasy bojowe, balisty i katapulty. Wraz z upadkiem Cesarstwa Zachodnio-Rzymskiego (koniec V w.) nastąpił koniec okresu starożytnego i początek średniowiecznego. Rozpoczął się wówczas powolny zanik rzymskiej sztuki wojennej, stanowiąc kulminacyjny punkt rozwoju broni starożytnej. W okresie średniowiecznym dominowała głównie broń ludów germańskich, głównie Franków (miecze, noże, włócznie, oszczepy, siekiery bojowe, hełmy obręczowe), broń Merowingów i Karolingów (hełmy obręczowe, miecze, zbroje łuskowe, włócznie), broń Słowian (łuki, włócznie), broń z okresu wypraw krzyżowych (kolczugi, łuki, kusze, machiny miotające) oraz broń palną.
Na wiek XV przypada koniec okresu średniowiecznego i początek nowożytnego, gdzie przełom w dziejach uzbrojenia, fortyfikacji i sztuki wojennej wywołało upowszechnienie broni palnej. W okresie tym machiny miotające zastępowano bronią palną. Zaczęło stopniowo zanikać uzbrojenie ochronne, które nie zabezpieczało przed pociskami broni palnej. W późniejszym czasie zanikała broń drzewcowa (kopie, piki, lance) i obuchowa (cepy, młoty bojowe).
Wśród broni palnej wyraźnie wyodrębniono broń strzelecką i broń artyleryjską, a artyleria została przekształcona w samodzielny rodzaj wojsk. Obok dział ciężkich takich jak bombardy, moździerze i kolubryny pojawiły się działa ciągnione (kartauny), a po nich lekkie działa polowe. Ze spiżu odlewano lufy dział o gładkim przewodzie i bez zamka. Wprowadzono przyrządy celownicze i mechanizmy naprowadzania, a kamienne kule zaczęto zastępować ołowianymi i lanymi kulami żeliwnymi. Zaczęto stosować kartacze, szrapnele, pociski zapalające, granaty odłamkowe oraz zespolone ładunki miotające. Ujednolicono kaliber dział. Powstała artyleria polowa do ogniowego wsparcia piechoty obok istniejącej już fortecznej, pozycyjnej i nadbrzeżnej. W broni strzeleckiej ciężkie hakownice zastąpiono lżejszymi rusznicami (arkebuzy), a później muszkietami i karabinami (fuzje i flinty). W jeździe zaczęto eliminować broń drzewcową zastępując ją karabinkami i pistoletami. W XVI wieku stosowano także broń złożoną (pistolety-puginały, pistolety-czekany, pistolety-topory, pistolety-miecze), która była użyteczna w razie niewypału lub niecelnego strzału. W okresie tym broń strzelecka była bronią odprzodową, jednostrzałową, początkowo gładkolufową a następnie bruzdowaną o kalibrze 15-19 mm. Na początku posiadała zamki lontowe, a w miarę modyfikacji wyposażano ją w zamki kołowe, skałkowe i kapiszonowe. 
W wieku XIX kończy się okres nowożytny w historii rozwoju broni, gdy w powszechnym użytku znajduje się broń strzelecka odprzodowa, ze staliwną bruzdowaną lufą wyposażoną w zamek kapiszonowy oraz broń artyleryjska odprzodowa, gładkolufowa o donośności do 6 km. Działa posiadały łoża drewniane, sztywne wyposażone w śrubowy mechanizm podniesieniowy, osie żelazne, a na kołach założone żelazne obręcze.